# Shamsir

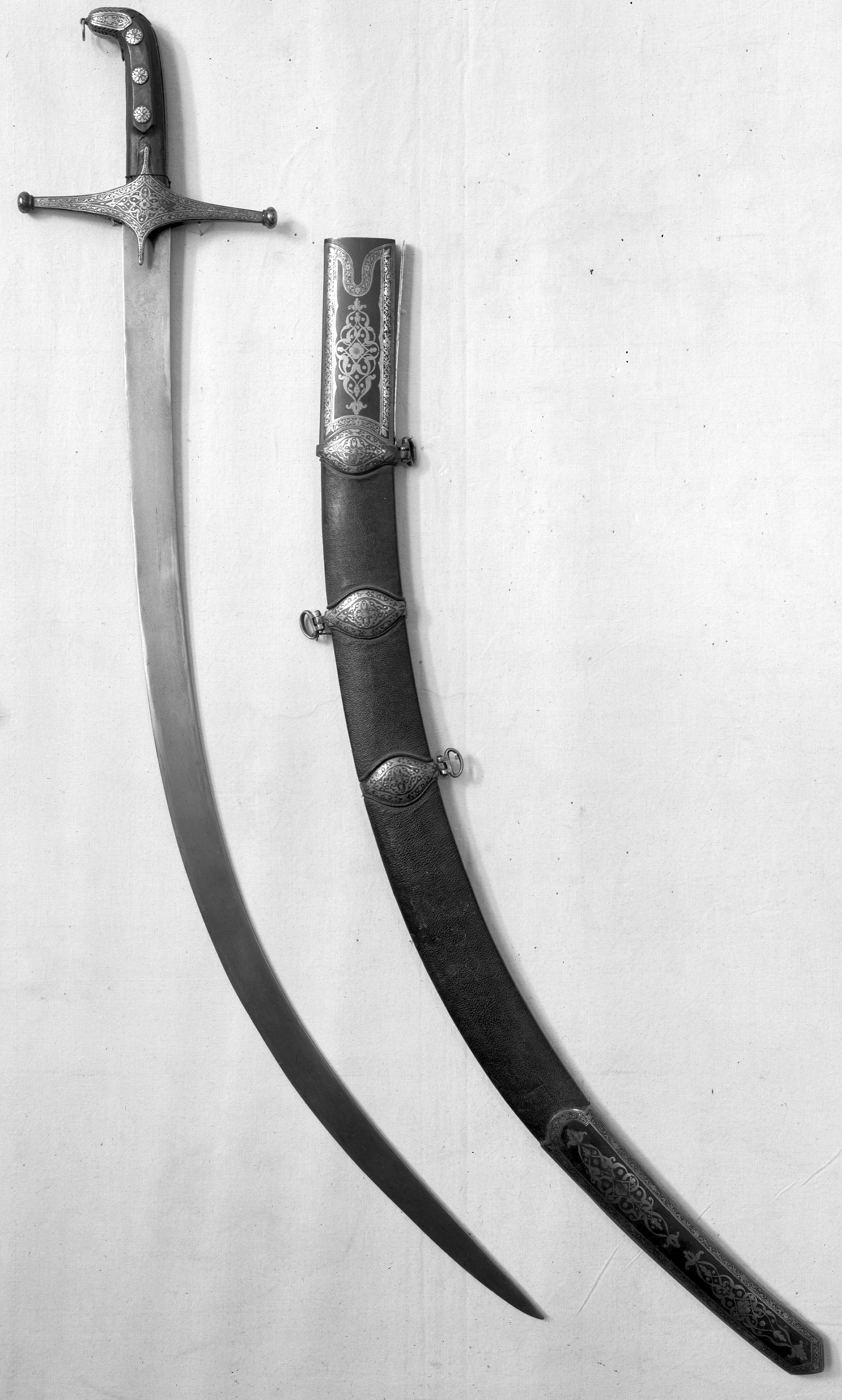
Shamsir siria, Real Arsenal, Estocolmo, Suecia.

El shamsir es el alfanje o sable persa por excelencia. De hoja curva y cruz de cortos gavilanes, su estilizada hoja se curva regularmente desde su primer tercio. De un solo filo por norma, salvo en su último tramo —para punzar—, era un arma de una sola mano. 
En Europa, parece ser que el término derivó en "scimitar" (cimitarra), o así al menos lo aseguran muchas fuentes. Por ello sería la voz nativa de cimitarra: la shamsir de Oriente. Shamsir viene del persa y significa: "curva como la garra del león".

## Orígenes e historia
Los shamsir son una variante de los alfanjes turco-orientales (en origen sables Dao orientales) que a partir de las invasiones mongolas y sus desarrollos balcánicos posteriores acabaron siendo las tradicionales cimitarras árabes que todos conocen, y que, posteriormente, en el siglo XIII importó el imperio chino, dada su inmensa calidad y efectividad, a India, China, Pakistán, etc. 
Debido a las características de las naciones y ejércitos (y armaduras) donde predominó, el shamsir, gracias a la gran tecnología de forja y metalurgia, con sus tajantes filos acerados de Damasco, llegó a ser un arma de envidiable manufactura desde Oriente hasta las cortes europeas. De hecho, salvo las ciudades importantes de Oriente Medio y Próximo, la técnica de forjado estilo "Damasquino" sólo se hacía en Toledo (por muchos lustros ciudad árabe en la península conquistada).
Así pues, aunque en su inicio las armas de Oriente eran igual de rectas que en Europa, su uso, normalmente en tropas de caballería, como su inmensa calidad y capacidad de tajo, hicieron que no se volviera a emplear espadas de filo recto en todo el Sur y Oriente.